# Evaldas Jurkevičius
Evaldas Jurkevičius (* 21. Februar 1969 in Klaipėda) ist ein litauischer konservativer Politiker, Mitglied des Seimas (2008–2012).

## Leben
Von 1984 bis 1987 absolvierte Jurkevičius die 42. technische Berufsschule Klaipėda und wurde Schiffselektromechaniker. Von 2000 bis 2005 absolvierte er das Studium der Edukologie an der Fakultät für Pädagogik der Klaipėdos universitetas. Von 2006 bis 2008 studierte er im Masterstudium der öffentlichen Verwaltung an der Kauno technologijos universitetas. Von 2005 bis 2007 war er stellvertretender Direktor des Museums für Kleinlitauen. Von 2008 bis 2012 war er Mitglied im Seimas.
Jurkevičius ist Mitglied der Tėvynės sąjunga - Lietuvos krikščionys demokratai.
Jurkevičius ist verheiratet. Mit Frau Elena hat er die Tochter Gabrielė und den Sohn Ugnius.